# 李母赵太孺人墓碑
李母赵太孺人墓碑，位于中国广东省湛江市徐闻县龙塘镇西棠新村，为徐闻县的一个县级文物保护单位。

## 概述
李母赵太孺人墓碑的历史年代为清代。墓葬系灰沙冢，石墓围已毁，倘存墓碑、墓碑盖。墓碑高1.2米，宽63厘米。上竖书“皇清旌表节孝驰赠宜人李门赵太君墓”。李赵氏是清徐闻县李梓瑶的祖母，其丧葬时除建造墓场外，还建诰封亭一间，碑记则立于其间，亭已被拆，碑仍存，有龟形石碑座。1990年9月6日，登徐闻县第二批县级文物保护单位。